# 戴修駿

戴修駿近照

戴修駿（1891年—1969年），字毅夫，男，湖南常德人。中华民国法学家。

## 生平
戴修駿1907-1911年在京师译学馆学习。1913年在湖南长沙考取公费留法学生，先在圣路易中学附设的专门数学班补习。1914年因公费取消回北京。1915年公费恢复，入法国巴黎大学学习经济、政治、法律 ，自巴黎大学获得博士学位。留学期间于巴黎和会前夕和李麟玉、郑毓秀组织留学生集会，反对北洋政府在出卖主权的和约上签字，嗣后又动员华工和留学生包围北洋政府代表团驻地，阻止代表团出席和会签字。和会后期曾任中国代表团南方代表的顾问。1923年回国。
1924至1926年任北京法政大学教授。1927年，第四中山大学在南京成立，经蔡元培介绍，戴修駿任第四中山大学社会科学院院长。1927年5月，胡善恒经同乡、第四中山大学社会科学院院长戴修骏介绍，入社会科学院任副教授。
1927年12月25日，第四中山大学规定校务章程，章程规定：“大学校长、秘书长、高等教育部长、各学院院长、图书馆馆长为校务会议当然委员。”他们为：校长张乃燕、秘书长杨孝述、高等教育部长王星拱、自然科学院院长胡刚复、社会科学院院长戴修骏、文学院院长楼光来、哲学院院长汤用彤、教育学院院长郑宗海、医学院院长颜福庆、农学院院长蔡无忌、工学院院长周子競、商学院院长程振基、图书馆馆长皮宗石。1928年3月5日，第四中山大学更名“江苏大学”，5月16日又奉令更名为“国立中央大学”。同年8月，国立中央大学改自然科学院为理学院，社会科学院为法学院，哲学院改为哲学系归入文学院。戴修駿继续担任国立中央大学法学院院长，兼经济系主任。1929年9月任第二次全国教育会议教育方案编制委员会常务委员，其后任“改进高等教育计划”起草作业委员、审查委员。
1928年，戴修駿出任立法院立法委员，连任至1948年。立法院成立后，即于1929年1月指定立法委员马寅初、戴修骏、卫挺生、楼桐孙、罗鼎组织商法起草委员会，编定商法。 1931年任国民政府第一届高等考试典试委员。
1946年1月国共谈判期间， 政治协商会议在重庆召开, 任会外专家。1946年4月任中华民国修宪小组23名成员之一。1946年10月任制宪国民大会代表。1948年任国民党行宪后第一届立法委员。
1949年9月19日，新华社以电讯方式发出《原国民党立法委员脱离国民党反动派宣言》，53位立法委员发表该宣言，戴修骏列名其中。蒋介石立即宣布永远开除这53人的中国国民党党籍，并下令通缉。
中华人民共和国成立后，戴修駿任江西省人民委员会参事。民革党员戴修駿作为特别邀请人士任政协第一届江西省委员会委员。1953年8月，民革南昌市工作委员会在南昌市召开了第一次全体党员大会，省直及南昌市各单位的128位民革党员出席大会，大会选举蒋今清、李蔚、梁惕、李尚庸、吴琮、黄鸣九、熊克励、戴修骏、柯常琳为民革南昌市第一届委员会委员，主委为蒋今清。后来1955年1月，民革南昌市委会在南昌召开第二次全体党员大会，选举产生民革南昌市第二届委员会委员，戴修骏未再当选。
1954年《中华人民共和国宪法》颁布后，同年10月，民革江西省委员会和南昌市委员会机关干部学习《中华人民共和国宪法》，每周集中讨论两次，历时1个月，此外还召开了2次学习座谈会，民革江西省委员会和南昌市委员会委员30多人参加。在座谈会上，各位委员一致拥护《宪法》，表示坚决贯彻执行《宪法》。戴修骏在会上说，“在蒋介石独裁统治下，遑谈法治；而今在共产党领导下，制定了真正民主的社会主义宪法，这是作梦也没想到的。”

## 著作
- 万国比较政府议院之权限，吴昆吾、戴修骏译，上海：商务印书馆，1917年
- 戴修骏，论万国联盟与中国之关系，Etude des relations entre la Société des Nations et la Chine.
- 国际联盟秘书处编，第十五次国联文化合作报告，戴修骏译，上海：世界文化合作中国协会筹备委员会，1934年
- 国际联盟秘书处编，第十六次国联文化合作报告，戴修骏译，上海：世界文化合作中国协会筹备委员会，1935年
- 国际联盟秘书处编，第十七次国联文化合作报告，戴修骏译，上海：世界文化合作中国协会筹备委员会，1936年
- 戴修骏，我竞选“立法委员”的经过，载 文史资料存稿选编: 政府・政党，中国文史出版社，2002年，第410页